# لیودمیلا بیکملینا
لیودمیلا بیکملینا (به انگلیسی: Lyudmila Bikmullina) (زاده ۲۶ ژانویه ۱۹۸۶) مدل و ملکه زیبایی اوکراینی است.
او درسال ۲۰۰۷ دوشیزه شایسته اوکراین شد و نماینده اوکراین در دوشیزه جهان بود.